# Mehmet Öz
Mehmet Cengiz Öz (Cleveland, 11 juni 1960), ook wel bekend als Dr. Oz, is een Turks-Amerikaans televisiepresentator, cardiothoracaal chirurg, hoogleraar en auteur.

## Carrière
Mehmet Öz studeerde in 1982 af aan de Harvard-universiteit met een graad in biologie. In 1986 behaalde hij zijn MD- en MBA-graad aan de Universiteit van Pennsylvania.
Sinds 2001 is Öz hoogleraar op de afdeling cardiothoracale chirurgie aan de Columbia-universiteit. Hij is directeur van het cardiovasculaire instituut en aanvullend geneeskundig programma in het NewYork-Presbyterian ziekenhuis. Zijn onderzoek richt zich op hartoperaties, hartkleppen, en beleid voor gezondheid.
Dr. Oz kwam in de bekendheid door het praatprogramma The Oprah Winfrey Show in 2004. In 2009 kreeg hij zijn eigen show genaamd The Dr. Oz Show, die zich richt op medische onderwerpen en gezondheid. Voor zijn televisiewerk kreeg hij in 2022 een ster op de Hollywood Walk of Fame.
Öz is een voorstander van alternatieve geneeswijzen, zoals Reiki en homeopathie, maar werd hiervoor o.a. door Popular Science en The New Yorker bekritiseerd voor het geven van niet-wetenschappelijk advies.
Hij nam voor de Republikeinen deel aan de Senaatsverkiezingen 2022 in Pennsylvania. Öz verloor van de Democraat John Fetterman.

### Privé
Mehmet Öz is getrouwd sinds 1985 en heeft vier kinderen.

## Prijzen en onderscheidingen
Mehmet Öz werd meermaals erkend als invloedrijk persoon in lijsten van de tijdschriften Time en Esquire. Ook ontving hij Daytime Emmy Award-prijzen als buitengewoon presentator van een praatprogramma.